# Yamaha XT 660 Z Tenere
Yamaha XT 660 Z Tenere je jednoválcový čtyřtaktní motocykl japonského výrobce Yamaha, kategorie enduro.

## Historie
Model, který byl inspirován motocykly pro Rallye Paříž-Dakar, byl uveden trh v roce 1983. Ve výrobě vydržel po modernizacích více než čtvrt století.

## Motor
Motor je čtyřtaktní kapalinou chlazený jednoválec SOHC se čtyřmi ventily a s výkonem v širokém rozsahu otáček. Je znám spolehlivostí a malou spotřebou paliva, která spolu s poměrně velkou nádrží zajišťuje dobrý dojezd.

## Využití
Yamaha XT 660 Z Tenere je všestranně využitelný motocykl vhodný na okresní silnice, neunavující na dálnici, zvládající terén a použitelný i po městě, s dobrou ovladatelností a pohodlným posezem.